# Neuroendocrinology
Ne doit pas être confondu avec Journal of Neuroendocrinology.
Cet article possède un paronyme, voir Neuroendocrinologie.
Neuroendocrinology (sous-intitulé International Journal for Basic and Clinical Studies on Neuroendocrine Relationships) est une revue scientifique à comité de lecture spécialisée en biologie dans le domaine de la neuroendocrinologie clinique et fondamentale. Elle est publiée en anglais par le groupe de presse scientifique suisse Karger Publishers (en) depuis 1965. D'après le Journal Citation Reports, le facteur d'impact de ce journal était de 4,373 en 2014.

## Historique
Le journal est créé en 1965 par E. Bajusz. L'actuel directeur de publication est Robert Millar.